# Safiye Ali

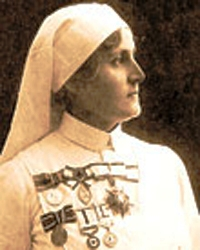
Safiye Ali

Safiye Ali (* 2. Februar 1894 in Istanbul; † 5. Juli 1952 in Dortmund) war eine türkische Frauenärztin und die erste Medizinerin, die in der Türkei praktizierte. Sie war eine Absolventin des von US-amerikanischen Missionaren gegründeten Robert College in Istanbul. Sie studierte ab 1916 in Deutschland Medizin und eröffnete 1923 ihre eigene Praxis in Istanbul.
Nach ihr ist eine Familienklinik in Istanbul benannt. In ihrer Karriere setzte sie sich intensiv mit dem Wohlergehen von Müttern und Säuglingen auseinander. Mit ihrem Gynäkologie- und Geburtshilfeunterricht für Studentinnen ging sie außerdem in die Geschichte ein als die erste Frau, die in der Türkei Medizin lehrte.

## Leben und Errungenschaften
Safiye Ali wurde 1894 in Istanbul als die jüngste von vier Schwestern geboren. Ihr Vater Ali Kırat Pascha war einer der persönlichen Gehilfen der Sultane Abdülaziz und Abdülhamit II. Ihr Urgroßvater Hacı Emin Pascha war 17 Jahre lang Schaich al-Islam von Mekka und der Gründer von fünf Stiftungen, die dort noch immer Schüler unterrichten. Safiye Ali, die ihren Vater in jungen Jahren verlor, wuchs in der Villa ihres Großvaters Emin Pascha in Valideçeşme auf. Noch vor ihrer Ausbildung versorgte Ali Soldaten während der Balkankriege und dem Ersten Weltkrieg.
Nachdem ihr das Studium in ihrem Heimatland verwehrt worden war, verbrachte Ali ihre Studienzeit an der Medizinischen Fakultät der Universität Würzburg als sehr engagierte Studentin. In der Studentenkartei der Universität Würzburg sind für den Zeitraum vom Sommersemester 1916 bis zum Wintersemester 1920/21 68 Vorlesungen, Seminare und Praktika belegt. Auch in den Ferien assistierte sie deutschen Ärzten in ihren Praxen und besuchte nebenher Vorlesungen in Philosophie und Geschichte.
Nach Bedenken wegen ihres Schulabschlusses ernannte das bayerische Kultusministerium Ali zur Doktorandin. Safiye Ali erhielt schließlich 1921 den Doktortitel der Universität Würzburg mit ihrer Dissertation Über Pachymeningitis haemorrhagica interna im Säuglingsalter. Sie verbrachte nach dem Abschluss sechs Wochen in Istanbul und kehrte dann nach Deutschland zurück, um sich auf Gynäkologie und Pädiatrie zu spezialisieren.
Im Juni 1923 erhielt Safiye Ali als erste Frau in der Türkei ihre Lizenz als Ärztin. Sie eröffnete ihre erste Praxis im Istanbuler Stadtviertel Cağaloğlu. Während dieser Zeit in den letzten Tagen des Türkischen Befreiungskriegs versorgte sie wiederum Verwundete. Sie versuchte, sich, wie viele Ärzte zu dieser Zeit, mittels einer Zeitungsanzeige einen Namen zu machen: „Dr. Safiye Ali Hanım nimmt ihre Frauen und pädiatrischen Patienten täglich und nachmittags, außer freitags und sonntags, in ihrem Büro Nr. 52 in der Nuruosmaniye Straße in Istanbul auf. Istanbul 2866.“
Anfangs blieb der Besucheransturm jedoch aus. Reiche Damen verließen sich nicht auf Ali als Ärztin, weil sie eine Frau war; die armen Frauen hingegen erzählten ihr die Sorgen, die sie hatten und sonst niemandem anvertrauen konnten. Allerdings wollten auch sie nur wenig zahlen, da Ali eine Frau war. Auch aus der übrigen Ärzteschaft erfuhr sie keine Unterstützung. Jenen, die aufgrund von Safiye Alis Geschlecht nur ein ermäßigtes Honorar zahlen wollten, entgegnete sie, dass sie bei finanziellen Problemen kein Entgelt verlange – in allen anderen Fällen würde sie dasselbe berechnen wie ihre männlichen Kollegen. Damit kämpfte Safiye Ali für „gleichen Lohn für gleiche Arbeit“.
Safiye Ali war als Ärztin nicht nur klinisch tätig. Sie machte auch Geschichte als erste Frau, die als Dozentin Frauen Medizin lehrte, indem sie Gynäkologie und Geburtshilfe an der ersten medizinischen Schule für Mädchen unterrichtete, die als Teil des Robert College eingerichtet worden war.
Ihre Arbeit für die türkische Frauenunion, ihre Ansichten zu Frauenrechten und Fotografien ihrer selbst wurden häufig in Zeitungen abgedruckt. Dies führte zu Konflikten an anderen Stellen ihres Wirkens, so trat sie als Leiterin der vom französischen Roten Kreuz gegründeten Mutterschaftshilfe-Organisation Süt Damlası (deutsch „Milchtropfen“) zurück, da sie sich von ihren Kollegen ungerecht behandelt sah. Diese Situation wurde von ihren Patientinnen mit großer Trauer aufgenommen. Frauen organisierten Proteste zuerst vor der Hilal-i Ahmer-Gesellschaft und dann vor dem Haus von Fuat Bey, der als Nachfolger Safiye Alis ernannt worden war. Ihren Rivalen, die behaupteten, Safiye Ali habe die Proteste selbst organisiert, erwiderte sie, dass diese Anschuldigungen lächerlich seien und dass das Thema von männlichen Ärzten kolportiert werde, die Frauen Erfolg missgönnten, und sie werde ihren Rücktritt nicht zurückziehen. Auf dem Höhepunkt ihrer Karriere wurde sie daran gehindert, ihren Patientinnen zu helfen.
Safiye Ali, die bei der Ausübung ihres Berufes immer wieder von ihren männlichen Kollegen belästigt wurde, setzte ihren Kampf entschlossen fort und veröffentlichte mehrere Bücher.

### Eheschließung und das Leben in Deutschland
Während des Studiums in Würzburg hatte sie Ferdinand Krekeler (* 1895 in Ottenhausen; † 1970) kennengelernt. Sie siedelten Mitte der 1920er Jahre gemeinsam nach Istanbul um. Er war als Augenarzt tätig und trug dort den Namen Ferdi Ali. Nach der standesamtlichen Trauung in der deutschen Botschaft in Istanbul am 28. November 1924 folgte vier Jahre später – am 25. Oktober 1928 – mit Genehmigung des Vatikans die kirchliche Trauung im Stift Haug in Würzburg. Die Braut konvertierte jedoch nicht zum katholischen Glauben ihres Mannes – ein Novum der damaligen Zeit.
1929 verließen Safiye Ali und ihr Mann Ferdinand die Türkei und gründeten eigenständige Arztpraxen in Dortmund. Während des Zweiten Weltkriegs verloren sie fünf Mal nach Fliegerangriffen ihre Wohnung und Praxisräume und kamen schließlich in einer Notbehausung des Vinsebecker Grafen Wolff-Metternich zur Gracht auf Gut Wintrup bei Sandebeck unter. Nach dem Krieg unternahmen sie einen neuen Versuch, in der Türkei Fuß zu fassen. Nachdem bei Safiye Ali Krebs diagnostiziert worden war, kehrte das Ehepaar 1948 endgültig zurück nach Dortmund.
Am 5. Juli 1952 starb sie im Alter von 58 Jahren in Dortmund.

## Studien zur Bedeutsamkeit des Stillens
In verschiedenen Städten Europas wurden von Süt Damlası Pflegeheime für Kinder eröffnet, die aus verschiedenen Gründen von der Muttermilch entwöhnt worden waren und keine Möglichkeit hatten, sterile Milch zu trinken. Die Süt-Damlası-Niederlassung Istanbul, die vom französischen Roten Kreuz gegründet wurde, wurde 1925 der Himaye-i-Etfal-Gesellschaft überlassen. Zweck der Gründung war die Sensibilisierung der Mütter für die gesunde Pflege von Kindern. Süt Damlası wurde nach der Übernahme durch Safiye Ali und durch ihre hingebungsvolle Arbeit erst zu einer effektiven Organisation.
Indem sie die Überlegenheit der Muttermilch gegenüber jeder anderen Milch betonte, ermutigte Safiye Ali Frauen zum Stillen. Sie organisierte Schulungen für die Mütter unterernährter Kinder, in denen sie gesunde Ernährung kennenlernten. Die Umsetzung des Gelernten ließ sie überprüfen, indem sie Krankenschwestern in die Haushalte entsandte.
Zusätzlich gründete Ali die Kleinkindpraxis Hilal-i Ahmer Hanımlar Merkezi Küçük Çocuklar Muayenehanesini. Während Süt Damlası entwöhnte Kinder versorgte, kümmerte sich jene um kranke und schwache Kinder ab dem ersten Lebensjahr. Zu den Leistungen zählten nicht nur die Patientenversorgung, sondern auch die Schulung von Müttern, Bewusstseinsbildung, und zwei Mal jährliche Hilfe beim Bekleiden und Waschen. Gleichzeitig nähten wohltätige Frauen Wickelsets und Kleidung und gaben diese in Körben für neun Monate an arme Mütter ab. Wer seinen Korb sorgfältig benutzte und wieder zurückgab, bekam die Kleidung für ein Kind geschenkt. Nach einer Desinfektion wurden die Wickelutensilien an eine andere werdende Mutter weitergegeben. Ziel war es, den Müttern eine gesunde und moderne Kinderpflege beizubringen. Süt Damlası und Safiye Ali wurden von vielen Müttern verehrt. Neben ihrer ehrenamtlichen Tätigkeit war ihre Praxis auch mit Patientinnen überfüllt.

## Politisches Wirken
Die inoffiziell erste Partei, die in der türkischen Republik 1923 gegründet wurde, war die „Volkspartei der Frauen“ (türkisch Kadınlar Halk Fırkası). Da man ihr aber nicht gestattete, tätig zu werden, organisierten sie sich weiterhin unter dem Namen Türkische Frauenunion. Safiye Ali, die Mitglied der Parteidelegation mit dem Hauptziel der aktiven Teilnahme von Frauen an der Politik war, betonte, dass es im Parlament viel Arbeit gebe, um Kindern zu helfen.
Safiye Ali, die in der Frauenunion als Leiterin des Gesundheitskomitees diente, setzte sich ebenfalls für die Bekämpfung der Prostitution ein. Sie war besorgt über Mädchen, die in die Prostitution getrieben wurden, und begann, an der Eröffnung eines Mädchenwohnheims für diese zu arbeiten.

## Ehrungen
Am 2. Februar 2021 feierte Google Safiye Alis 127. Geburtstag mit einem Google Doodle.
In Dortmund stiftet die Stadt den „Dr. Safiye Ali Krekeler-Preis für Kindermedizin und –gesundheit“. Dieser wird alle zwei Jahre für herausragende Leistungen der Kindermedizin und Kinderchirurgie sowie die Förderungen der Kindergesundheit verliehen. Mit der Auszeichnung sind ein Preisgeld von 20.000 Euro und eine Festveranstaltung verbunden. Zudem wird eine Straße nach ihr benannt.